# Gmachówka cieśla
Gmachówka cieśla, gmachówka koniczek (Camponotus herculeanus) – gatunek mrówki z podrodziny Formicinae.

## Rozmieszczenie i środowisko
Gatunek borealno-górski, relikt postglacjalny, zamieszkuje głównie cieniste bory, rzadziej śródleśne polany i poręby. W Polsce pospolity w górach i na północnym wschodzie.
Zasiedla Europę, Bliski Wschód i wschodnią Palearktykę.

## Charakterystyka
Gmachówka cieśla należy do dużych mrówek. Czerwonobrunatne robotnice z niewielką czerwoną plamą na nasadzie odwłoka, osiągają wielkość od 5,0 do 12 mm, natomiast królowa do 16 mm. Mrówki drapieżne, choć ich głównym pokarmem jest spadź mszyc oraz sok (potrafi nacinać pąki) i nektar niektórych roślin. Aktywna głównie nocą.  Tworzy kolonie monoginiczne. Lot godowy w czerwcu.

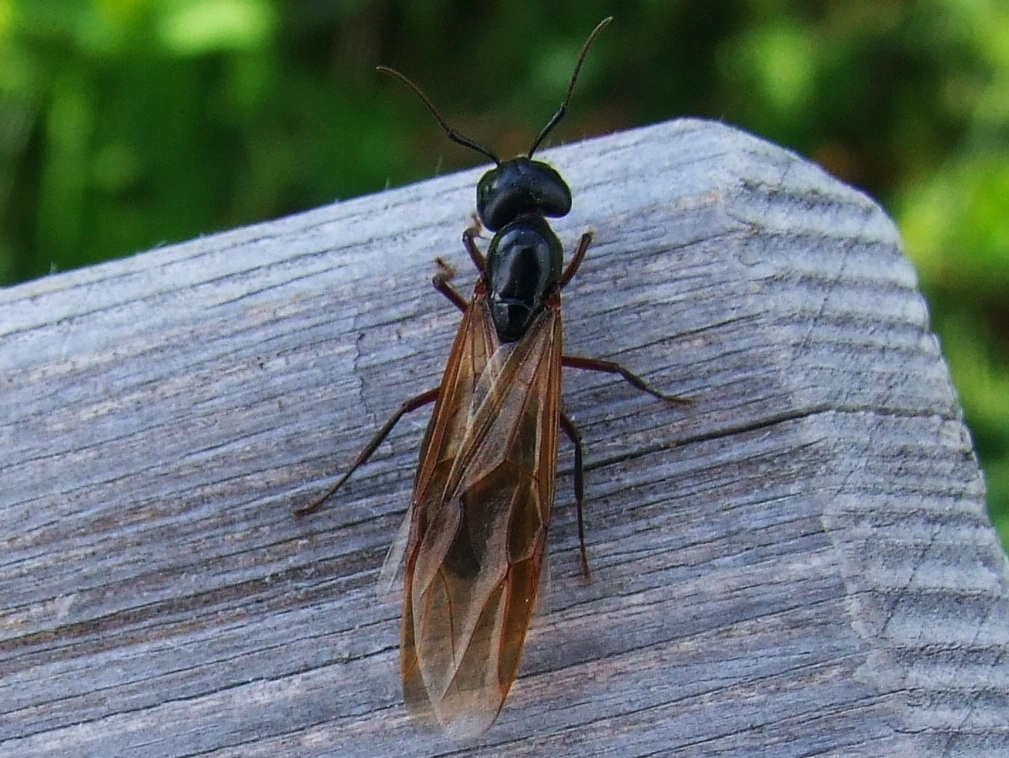
Samica gmachówki cieśli

## Gniazda
Gniazduje w próchniejących pniakach i korzeniach oraz w drewnie żywych drzew iglastych, wybierając przede wszystkim drzewa osłabione przez grzyby. Najczęściej zakłada gniazda w świerkach, jodłach i sosnach, często częściowo spróchniałych, drążąc kanały i budując komory w drewnie wczesnym. Gniazdo może sięgać w drzewie nawet wysokości 10 m. Drzewo zasiedlone przez mrówki można rozpoznać po ciemniejących drobnych wiórach drewna znajdujących się u podstawy pnia.

## Podgatunki
U gmachówki cieśli wyodrębniono 2 podgatunki:	 
- Camponotus herculeanus eudokiae Ruzsky, 1926
- Camponotus herculeanus herculeanus Linnaeus, 1758